# 東京都立三鷹中等教育学校
東京都立三鷹中等教育学校（とうきょうとりつ みたかちゅうとうきょういくがっこう）は、東京都三鷹市新川に所在する東京都立中等教育学校。
後期課程（高等学校に相当）において生徒を募集しない完全中高一貫校。

## 概要
1949年に三鷹町立三鷹新制高等学校として創立。1955年に東京都に移管（設置者変更）。2010年より中等教育学校を設置し中高一貫校化した。サッカー部は強豪として知られ、2度の全国大会出場経験がある。
前期課程では自校調理の学校給食が出されている。2022年度に「Society5.0 に向けた学習方法研究校」の指定を受けた。これにより、前期課程生徒に2in1端末が貸与され、令和2年の新型コロナウイルス感染症予防に伴う臨時休業期間も、他校に先駆けて同時双方向型オンライン授業を実施した。
また探究活動も盛んに行われており、主体的、対話的で深い学びを実践し、従来にも増して思考力や判断力、表現力及び課題解決能力を育成している。令和3年度から前期課程の全学年において学校設定教科「探究」（人生設計学）を設定。後期課程でも「総合的な探究の時間」が設定されており、メンター制（生徒一人一人に担当となる教員を配置し、探究活動の支援を行う）を導入するなど、6年間を通した探究活動の継続・発展を目指している。また1～5年生全員が参加・発表を行う探究Day「知の文化祭」や伊豆大島巡検など様々な発表の場やフィードワークがある。
教育目標
1. 互いの基本的人権を尊重し、思いやりの心を持った豊かな人間性を養う。
2. 高い見識と幅広い視野を培う。
3. 自立と共生の精神を養う。

育てたい生徒像
- 思いやりの心をもった社会的リーダーを目指す生徒
- 学習と特別活動・部活動を両立し、限界までチャレンジする生徒
- 全ての教科を意欲的に学習する生徒
- 高い目標をもち最後まで努力する生徒
- 全ての面において自主的、意欲的に取り組む生徒

東京都教育委員会指定・推進事業
- Global Education Network 20
- 理数研究校
- 教育データ利活用実証研究校
- デジタルを活用したこれからの学び研究校
- 体育健康教育推進校
- 都立中学校等の部活動における地域連携・地域移行促進事業

他
文部科学省指定・推進事業
- DXハイスクール（高等学校DX加速化推進事業）指定校

## 沿革
- 1949年 - 三鷹町立三鷹新制高等学校開校（1月定時制、4月全日制）
- 1950年 - 三鷹町立三鷹高等学校（1月校名変更

- 三鷹市立三鷹高等学校（11月市制施行による校名変更）
- 1955年 - 東京都へ移管
- 2010年 - 定時制課程閉課、東京都立三鷹中等教育学校を新設
- 2014年 - 秋の叙勲において第13代校長・島根岱助が瑞宝小綬章を受章する[2]
- 2015年 - 高等学校を閉校し中等教育学校に完全移行

## 入学検査
- 160名
- 検査は適性検査I、適性検査II（各45分）で行われる。
- 適性検査I、IIはそれぞれ満点が100点だが、Iは300点に、IIは500点に換算される。
- 報告書からの評価は小学校5・6年次の成績による。評点の3が40点、2が20点、1が5点に換算され、それらの合計点（640点満点）をさらに200点満点の基準に換算する。
- 以上、IIの500点に、Iの300点、報告書の200点の合計は1000点満点となる。

## 生徒数
- 6学年各160名
- 計960名
- 転学した生徒等がいるため実際の人数はこの通りとはなっていない。
- 2025年度入試から男女別定員を廃止

## 学校行事
合唱祭
2010年度は八王子市民会館で行われた。学年ごとに課題曲（１年生は校歌）とクラスごとに自由曲を歌い、審査員の審査によって学年優勝を決定する。2012年度からは府中の森芸術劇場で行われている。2024年度はJ:COMホール八王子で行われた。
校外学習
1年生の5月に行われる。千葉県館山市に2泊3日の宿泊をし、館山の農業や漁業に触れる。
2年生の5月に行われる。長野県白馬村の民宿などに2泊3日の宿泊をし、田植え体験や長野オリンピックで使われた競技場の見学などをする。
研修旅行
3年生の11月に行われる。京都、奈良に3泊4日の宿泊。この研修旅行から班行動が解禁となり、旅行の自由度が増す。
勉強合宿
4年生の夏休みと5年生の冬休みに行われる。4年生は都内近郊のホテル、5年生は山梨県の西湖に3日間滞在する。
修学旅行
5年生の10月に行われる。台湾にて3泊4日の宿泊を行う。姉妹校である国立屏東高級中学の学生との国際交流も行う。
鷹校祭
文化祭、体育祭を合わせて鷹校祭という。9月中旬に行われ、どちらも前後期合同で行われる。元々は鷹高祭という名称だったが、中等教育学校も合わせての開催となるため鷹校祭に変更された。例年は文化祭が先で体育祭が後である。
文化祭
1年生と2年生は校外学習や探究活動などの発表。3年生は演劇。後期課程からは食品販売等ができるようになる。各学年夏休み等の課題を発表する教科展示がある。他にも生徒会ではクラスTシャツコンテスト、吹奏楽部の演奏や書道部の書道パフォーマンス等の部活動の展示・発表もある。アーチや垂れ幕、階段装飾も見どころである。文化祭最終日の夜には後期課程のみ参加できるフィナーレがある。
体育祭
9月上旬に武蔵野陸上競技場で行われていたが、校庭の改修工事が2013年夏に終わったため2013年度からは学校で行われている。応援団や部活対抗リレーなどがある。

## 制服
- 前期課程は男女とも冬服は濃紺のブレザーに白いワイシャツ。男子は灰色を基調とした鼠色のスラックス。女子は灰色を基調とした白とピンクのチェックの入ったプリーツスカート。夏服用のベストは灰色で、左胸に「M」の字の入ったデザイン。リボンタイは計6種類が用意されており、標準の男子用ブルータイ、女子用ブルーリボンの他に、男子用のピンクタイ、女子用のピンクリボン、ブルータイ、ピンクタイがある。なお、式典などの際には標準のものを着用する生徒がほとんどである。
- 後期課程は男子が濃灰色のスラックス、男子は濃紺色のネクタイが2種類、女子が黒とピンクのプリーツスカートで、スカートには「M」の字。オプションとしてベージュ色のプリーツスカート、リボン、ネクタイが用意されている。夏服用のベストは紺色、クリーム色。ブレザーは引き継ぎ。
- 2025年度からポロシャツが新たに作成された。

## 部活動

### 部活動・同好会一覧
- サッカー部（前後期別）
  - 全国大会に2度出場。2007年の全国大会でベスト8まで進んだ。

- 軟式野球部（前期）

- 硬式野球部（後期）
- ラグビー部
  - 関東大会に3度の出場経験がある。
- 剣道部（男女合同)

- 硬式テニス部（前後期別・男女別）
- バレーボール部（前後期別、女子のみ）
  - 1963年に全国大会（インターハイ）で優勝した。その時の監督は、後に全日本女子バレー監督となる山田重雄である。

- 水泳部（前後期合同・男女合同）
- バスケットボール部（前後期別・男女別）
- 陸上競技部（前後期合同・男女合同）
- バドミントン部（男女合同）
- 茶華道部
- 吹奏楽部
  - アンサンブルコンテストで金賞を多数受賞。
  - 第63回東京都高等学校吹奏楽コンクールの東日本組で金賞を受賞。
  - 毎年、定期演奏会を実施している。
- 演劇部
  - 東京都高等学校文化祭演劇部門 多摩南地区大会B日程で奨励賞を受賞。
  - 校内で定期公演も行う。
- 書道部
  - 東京芸術劇場で開催された「第46回東京都高等学校文化祭第36回東京都高等学校文化連盟書道展」で高文連賞・奨励賞を受賞。
- 美術部
- 音楽部
- 鉄道研究部 - 2021年度より部に昇格
  - 「第7回全国高等学校鉄道模型コンテスト」のモジュール部門で全国2位相当の優秀賞を受賞。
  - 「全国高等学校鉄道模型コンテスト2021」の全国大会モジュール部門でJR貨物賞とベストクリエイティブ賞をダブル受賞。
  - 「全国高等学校鉄道模型コンテスト2022」の全国大会モジュール部門でベストクリエイティブ賞を受賞。
- UNIX研究同好会
  - 「神楽坂サイエンスアカデミー2017」で「IIJ大賞」を受賞。[3]
  - 「Minecraftカップ2019 全国大会」で一次選考を通過(133チーム中上位8チーム)、「クリエイティブ アイデア賞」を受賞。[4]
  - 東京都教育委員会が主催するモバイルアプリコンテストに出場し、例年ネクストジェネレーション賞や審査員特別賞、銅賞を受賞している。
  - 東京都こどもスマイルムーブメントが主催するティーンズ・アイデアコンテストに出場。企業特別賞・グッドアイデア賞を受賞。
- 理数研究同好会
  - 「生物同好会」から「理数研究同好会」に名称変更。
- 文芸同好会
- 将棋同好会
- 競技かるた同好会 - 2024年度創設
- 弓道部（後期のみ）
- チア・ダンス部（後期のみ）
  - 校内で定期公演を実施。
- 軽音同好会（後期のみ）
  - バンドごとに校外でも活発に活動。
- 料理研究同好会（後期のみ）

## 交通
出典 : 
| 乗車駅               | 系統・路線       | 下車停留所           | 運行事業者 |
| -------------------- | ---------------- | -------------------- | ---------- |
| 京王井の頭線三鷹台駅 | 三鷹台ルート     | 「三鷹中等教育学校」 | ■小田急    |
| JR中央線吉祥寺駅     | 吉03・吉05       | 「三鷹中等教育学校」 | ■小田急    |
| JR中央線三鷹駅       | 鷹54・鷹61・鷹62 | 「三鷹中等教育学校」 | ■小田急    |
| 京王線仙川駅         | 吉03・鷹54       | 「三鷹中等教育学校」 | ■小田急    |
| 京王線調布駅         | 鷹61             | 「三鷹中等教育学校」 | ■小田急    |
| 京王線つつじヶ丘駅   | 新川・中原ルート | 「三鷹中等教育学校」 | ■京王バス  |

## 著名な出身者
高等学校時代の卒業生を含む。
文化
- 佐藤弘 - 小説家
- 土橋真二郎 - 小説家
- 設楽茂男 - 写真家
- タナカノリユキ - ビジュアルアーティスト
- 田家秀樹 - 音楽評論家、ノンフィクション作家、音楽番組パーソナリティ
- 中島史子 - 版画家、ジュエリーデザイナー
- 仁平勝 - 俳人、文芸評論家
- 井澤泰 - 編集者、ジャーナリスト、篠原出版新社元社長

マスコミ
- 伊藤雄彦 - NHKアナウンサー
- 石嶺誠一郎 - 元NHKアナウンサー

芸能
- 須永慶 - 俳優
- 金子修介 - 映画監督
- 沓沢周一郎（修一郎） - ミュージカル俳優
- 宇宙まお - シンガーソングライター
- やまだ豊 - 作曲家（第43回日本アカデミー賞、優秀音楽賞受賞）
- 広谷順子 - 作曲家、シンガーソングライター（コーラスユニット綺羅）
- 荒内佑 - 作曲家、キーボーディスト (cero)
- 柳智之 - イラストレーター、元ドラマー (cero)
- 姫くり（なみえ、ゆず）- お笑いタレント。ゆず（小峰優子）が同校出身。

スポーツ
- 生沼スミエ - 元バレーボール選手、全日本女子代表（メキシコ・ミュンヘン五輪銀メダリスト）、全日本女子監督
- 岡島清延 - 元プロサッカー選手（浦和レッズ、東京ガスFC）
- 三木健 - プロサッカー選手
- ジャンボ松田（松田道人） - プロレスラー（シアタープロレス花鳥風月）。実業家、政治活動家

学問
- 藤田誠 - 学者（応用化学）、東京大学大学院工学系研究科応用化学専攻教授
- 東千秋 - 学者（材料工学、高分子化学）、放送大学教授
- 伊藤定良 - 学者（西洋史）、青山学院大学名誉教授（前学長）
- 塩見淳一郎 - 学者（熱工学）、東京大学大学院工学系研究科機械工学専攻教授
- 森元斎 - 学者（哲学・思想史）、長崎大学多文化社会学部准教授
- 小原豊 - 学者（教育学・数学）、学習院大学教授
- 五十嵐陽介 - 学者（言語学）、国立国語研究所教授

政治・行政
- 木内基容子 - 八王子市副市長

## 教職員
- 山田重雄 - 同校バレーボール部監督（後に日立武蔵バレーボール部監督、バレーボール全日本女子代表監督を務めた）